# 天照鵬真豪
天照鵬 真豪（てんしょうほう しんご、2002年9月7日 - ）は、三重県伊勢市出身で、伊勢ヶ濱部屋（入門時は宮城野部屋）所属の現役大相撲力士。本名は向中野 真豪（むかいなかの しんご）。身長180cm、体重175kg。最高位は西十両10枚目（2023年11月場所）。部屋公式ホームページによると、好物は海鮮系、趣味は音楽鑑賞、外食。座右の銘は「初志貫徹」。

## 来歴
相撲は伊勢市立四郷小学校3年次から志摩市にある志友館相撲道場で始めた。小学校時代は3年次に白鵬杯優勝、5年次と6年次に全日本小学生相撲優勝大会で2連覇などの実績を残した。小学校当時から「大きくなったら白鵬の弟子になりたい」と夢を持っていた。小学校卒業後は志摩市立磯部中学校へ進学したが1年次の10月に鳥取市立西中学校へ転校し、3年次に全国都道府県中学生相撲選手権大会と白鵬杯で優勝した。中学校卒業後は鳥取城北高等学校へ進学し、1年次から団体戦メンバーとして団体優勝などを経験。しかし、3年次（2020年度）は新型コロナウイルス感染症感染拡大の影響で高校総体などが中止になった影響でタイトル獲得などの実績は残せなかった。
高校卒業後は白鵬の勧誘により宮城野部屋へ入門し、2021年5月場所で初土俵を踏んだ。2022年1月場所は長内との決定戦を制し三段目優勝。9月場所は新型コロナウイルスによる休場を除けば初めての負け越しとなった。
2023年7月場所では、自己最高位の西幕下3枚目で4勝3敗と勝ち越し、場所後の番付編成会議で9月場所の新十両が決まった。新十両を機に、四股名を出身地の伊勢市の伊勢神宮に祀られる天照大神の「天照」と師匠の四股名から取った「鵬」を合わせた「天照鵬」に改名した。同場所は9日目を終えて7勝2敗だったが、10日目の相撲で腰を痛めてしまい、そこから5連敗を喫したものの、千秋楽に勝ち越しを決めた。2024年1月場所は西十両12枚目の地位で5勝10敗と負け越し、3場所の十両生活を終えて3月場所に幕下に逆戻りとなったが、この場所も八番相撲を含めて3勝5敗と負け越した。
2024年3月28日、日本相撲協会の理事会で宮城野部屋は同年4月以降無期限で伊勢ヶ濱一門預かりとなり、宮城野部屋に所属する全員が同一門の伊勢ヶ濱部屋に転籍することを決定した。

## 取り口
押しが武器だが四つはどちらかと言うと苦手で、四つになると多くの場合は相手十分の形を許して寄りに負ける。

## 主な成績
2025年7月場所終了現在

### 通算成績
- 通算成績：106勝86敗8休（26場所）

### 各段優勝
- 三段目優勝：1回（2022年1月場所）

### 場所別成績
| | 一月場所 初場所（東京） | 三月場所 春場所（大阪） | 五月場所 夏場所（東京） | 七月場所 名古屋場所（愛知） | 九月場所 秋場所（東京）   | 十一月場所 九州場所（福岡） |
| --- | ----------------------- | ----------------------- | ----------------------- | --------------------------- | ------------------------- | --------------------------- |
| 2021年 （令和3年） | x                       | x                       | （前相撲）              | 西序ノ口20枚目 6–1          | 東序二段47枚目 休場 0–0–7 | 東序二段47枚目 6–1          |
| 2022年 （令和4年） | 西三段目81枚目 優勝 7–0 | 東幕下53枚目 5–2        | 西幕下32枚目 5–2        | 東幕下21枚目 4–3            | 東幕下17枚目 2–5          | 東幕下33枚目 6–1            |
| 2023年 （令和5年） | 西幕下13枚目 5–2        | 東幕下8枚目 4–3         | 東幕下6枚目 4–3         | 西幕下3枚目 4–3             | 西十両14枚目 8–7          | 西十両10枚目 5–10           |
| 2024年 （令和6年） | 西十両12枚目 5–10       | 西幕下筆頭 3–5          | 東幕下6枚目 3–3–1       | 西幕下11枚目 2–5            | 西幕下22枚目 5–2          | 西幕下12枚目 4–3            |
| 2025年 （令和7年） | 西幕下7枚目 4–3         | 西幕下5枚目 1–6         | 東幕下24枚目 4–3        | 東幕下17枚目 4–3            | x                         | x                           |
| 各欄の数字は、「勝ち-負け-休場」を示す。 優勝 引退 休場 十両 幕下 三賞：敢=敢闘賞、殊=殊勲賞、技=技能賞 その他：★=金星 番付階級：幕内 - 十両 - 幕下 - 三段目 - 序二段 - 序ノ口 幕内序列：横綱 - 大関 - 関脇 - 小結 - 前頭（「#数字」は各位内の序列） |                         |                         |                         |                             |                           |                             |

## 改名歴
- 向中野 真豪（むかいなかの しんご）2021年5月場所 - 2023年7月場所
- 天照鵬 真豪（てんしょうほう -）2023年9月場所 -